# أربين بيليفانيان
أربين بيليفانيان (توفيت في 16 مارس 2004) كانت مغنية لبنانية أرمنية كلاسيكية سوبرانو كولوراتورا هربت من لبنان خلال الحرب الأهلية اللبنانية واستقرت في الولايات المتحدة حيث عاشت في لونغ بيتش.

## النشأة والتعليم
تخرجت بيليفانيان بامتياز مع مرتبة الشرف من المعهد الوطني اللبناني للبيانو ودرست الصوت في أكاديمية تشيجيانا في سيينا حيث حصلت على دبلومات دي ميريتو في ترجمة الأوبرا وموسيقى الحجرة الصوتية وتوجيه الأوبرا، وقد درست الصوت مع ألفاريز بولوس وأنتونيا بيرازي وآخرين.

## الحياة العملية
كانت عازفة منفردة رسميًا في الأوركسترا الوطنية السيمفونية اللبنانية لمدة 18 عامًا وكانت أيضًا أستاذة في الصوت والبيانو ومديرة دراسات الترجمة الشفوية في الأوبرا في المعهد الوطني اللبناني العالي للموسيقى.
بعد مغادرتها لبنان إلى الولايات المتحدة خلال الحرب الأهلية اللبنانية غنت للمرة الأولى في قاعة كارنيجي في عام 1974، وقد كانت أول مغنية من الشتات الأرمني تقدم عرضًا في مسرح أوبرا يريفان، وبالإضافة إلى العروض الأوبرالية فإنها قدمت أكثر من 800 حفلة في جميع أنحاء العالم لتؤدي أعمال فيفالدي وهايدن وتيجرانين ورخمانينوف وسكارلاتي وموزارت وغيرهم، وقد كانت بداية أعمالها للعديد من الملحنين الشرقية الأرمن والشرق بما في ذلك خاتشاتوريان والتي كانت لأول مرة في الولايات المتحدة والمملكة المتحدة والشرق الأوسط.
كانت بهليفانيان عضوةً في هيئة التدريس بجامعة ولاية كاليفورنيا في لونج بيتش.

## التكريمات
- سيليشيان الصليب الأ‘ظم برتبة فارس
- جائزة سعيد عقل الوطنية اللبنانية
- الميدالية الذهبية لوزارة التعليم السورية
- جائزة هالو البرونزية لمجلس جنوب كاليفورنيا للرسوم المتحركة (1983)
- جائزة جمعية المعلمين في موسيقى كاليفورنيا (1987)[3]

## الحياة الشخصية
كانت والدة قائد الاوركسترا جورج بيليفانيان، بينما ابنتها اليزابيث بيليفانيا هي ميزو-سوبرانو، وقد ظهر الثلاثة في عروض مع سيمفونية USC وسيمفونية المحيط الهادي.

## ألبومات مختارة
- فن أربين بيليفانيان (1982)
- الموسيقى الأرمنية المقدسة (1986)
- أغاني الرومانسية الأرمنية (1997)[3]